# Beechcraft Skipper
Beechcraft Model 77 Skipper je dvosedežno enomotorno lahko športno letalo ameriškega proizvajalca Beech Aircraft Corporation. Sprva je bil zasnovan za treniranje pilotov, se pa uporablja tudi za športno letenje in druge namene.. Po izgledu je podoben Piper Tomahawku. Poganja ga štirivaljni protibatni zračnohlajeni motor Lycoming O-235, ki je direktno vezan z dvokrakim propelerjem. Pristajalno podvozje je tipa tricikel.
Skipper so zasnovali kot poceni letali z nizkimi stroški operiranja in lahkim vzdrževanjem.
Načrtovanje se je začelo leta 1974 kot PD 285. Konkuriral naj bi visokokrilnim Cessna 150/152. Sprva je bile standarden rep, ki so ga potem spremenili v T-rep, podobno kot Piper PA-38 Tomahawk. Skipper ima profil krila GA(W)-1, ki je identičen kot na Piper PA-38 Tomahawk.

## Tehnične specifikacije
Podatki iz Jane's All The World's Aircraft 1980–81 and Observer's Book of Aircraft 1981
Splošne karakteristike
- Posadka: 2
- Dolžina: 24 ft 0 in (7,32 m)
- Razpon kril: 30 ft 0 in (9,14 m)
- Višina: 7 ft 11 in (2,41 m)
- Površina kril: 129,8 ft² (12,1 m²)
- Aeroprofil: GA(W)-1
- Teža praznega letala: 1 100 lb (499 kg)
- Maks. vzletna teža: 1 675 lb (760 kg)
- Pogon letala: 1 ×  Štirivaljni protibatni zračnohlajeni motor Lycoming O-235-L2C, 115 KM (86 kW)

 Zmogljivost 
- Potovalna hitrost: 105 vozlov (121 mph, 195 km/h)
- Hitrost porušitve vzgona: 47 vozlov (54 mph, 87 km/h) s spuščenimi zakrilci
- Doseg: 412 nmi (475 mi, 764 km) at 8 500 ft (2 600 m) (ekonomska hitrost)
- Višina leta: 12 900 ft (3 930 m)
- Hitrost vzpenjanja: 720 ft/min (3,65 m/s)